# BCR (タンパク質)
BCR（breakpoint cluster region protein）は、ヒトではBCR遺伝子によってコードされているタンパク質である。BCR遺伝子は、フィラデルフィア染色体と関係したBCR-ABL融合遺伝子を構成する2つの遺伝子のうちの一方である。BCR遺伝子には、異なるアイソフォームをコードする2種類の転写バリアントが見つかっている。

## 機能
BCR-ABL融合タンパク質に関しては多くの研究がなされている一方で、正常なBCR遺伝子産物の機能はいまだ明確ではない。BCRタンパク質はセリン/スレオニンキナーゼ活性を持ち、またRhoAに対するグアニンヌクレオチド交換因子、Racに対するGTPアーゼ活性化タンパク質として機能する。

## 臨床的意義
22番染色体と9番染色体との間の相互転座によって形成されるフィラデルフィア染色体は、慢性骨髄性白血病の患者にみられることが多い。この転座における22番染色体上の切断点はBCR遺伝子内に位置している。この転座によって、BCR遺伝子と9番染色体上の切断点に位置するABL遺伝子の双方に由来する配列からBCR-ABL融合タンパク質が産生されるようになる。

## 構造

染色体転座によるBCR-ABL融合遺伝子形成の模式図

BCR-ABLがんタンパク質のオリゴマー化ドメインはBCRのN末端に位置し、この融合タンパク質の発がん性に必要不可欠である。オリゴマー化ドメインはN末端の短いヘリックス（α1）、柔軟なループ、そしてC末端の長いヘリックス（α2）から構成される。これらはN字型構造を形成し、2つのヘリックスは平行な向きに並ぶ。2つの単量体ドメインは、α2ヘリックスの間での逆平行コイルドコイルの形成、そしてα1ヘリックス間のドメインスワッピングによって一方のα1ヘリックスがもう一方のα2ヘリックスに対してパッキングすることで二量体を形成する。その後、2つの二量体が四量体へと結合する。BCR-ABLがんタンパク質の逆平行コールドコイルドメイン（BCR30-65）を開始構造とした構造ベースの改変によって、pH感受性のホモ二量体逆平行コイルドコイルが作出されている。

## 相互作用
BCRは次に挙げる因子と相互作用することが示されている。
- ABL1[10][11][12]
- CD117[13]
- CRKL（英語版）[14][15][16][17]
- FES（英語版）[18][19]
- GRB2[10][14][15][19][20][21]
- GRB10（英語版）[14]
- HCK（英語版）[22][23]
- MLLT4（英語版）[24]
- PXN[25][26]
- PIK3CG（英語版）[14][25][27]
- PTPN6（英語版）[28]
- PTPRT（英語版）[29]
- SOS1（英語版）[10][19]
- XPB（英語版）[30]

## 関連文献
- Wang L, Seale J, Woodcock BE, Clark RE (August 2002). "e19a2-positive chronic myeloid leukaemia with BCR exon e16-deleted transcripts". Leukemia. 16 (8): 1562–1563. doi:10.1038/sj.leu.2402600. PMID 12145699. S2CID 24651759。